# Tawera
Tawera је род морских шкољки из породице Veneridae, тзв, Венерине шкољке.

## Врстре
Према MolluscaBase и према  WoRMS
- Tawera assimilis (Hutton, 1873) †
- Tawera australiana M. Huber, 2010
- Tawera bartrumi Marwick, 1927 †
- Tawera carri (Marwick, 1927) †
- Tawera coelata (Menke, 1843)
- Tawera duobrunnea Marwick, 1948 †
- Tawera elliptica (Lamarck, 1818)
- Tawera errans Marwick, 1927 †
- Tawera fusidens Beu, 1970 †
- Tawera gallinula (Lamarck, 1818)
- Tawera lagopus (Lamarck, 1818)
- Tawera laticostata (Odhner, 1917)
- Tawera marionae Finlay, 1928
- Tawera marshalli Marwick, 1927 †
- Tawera marthae Marwick, 1928 †
- Tawera mawsoni (Hedley, 1916)
- Tawera phenax (Finlay, 1930)
- Tawera philomela (E. A. Smith, 1885)
- Tawera rosa Powell, 1955
- Tawera similicentrifuga (Viader, 1951)
- Tawera sphaericula (Deshayes, 1854)
- Tawera spissa (Deshayes, 1835)
- Tawera subsulcata (Suter, 1905) †
- Tawera torresiana (E. A. Smith, 1884)
- Tawera wanganuiensis Marwick, 1927 †

- Tawera bollonsi Powell, 1932 прихваћен као Tawera sphaericula (Deshayes, 1854)
- Tawera gayi (Hupé, 1854) прихваћен као Tawera elliptica (Lamarck, 1818)

## Синоними
- Plurigens Finlay, 1930